# Weisenheim am Berg
Weisenheim am Berg è un comune di 1 718 abitanti della Renania-Palatinato, in Germania.
Appartiene al circondario (Landkreis) di Bad Dürkheim (targa DÜW) ed è parte della comunità amministrativa (Verbandsgemeinde) di Freinsheim.